# Nandlstadt

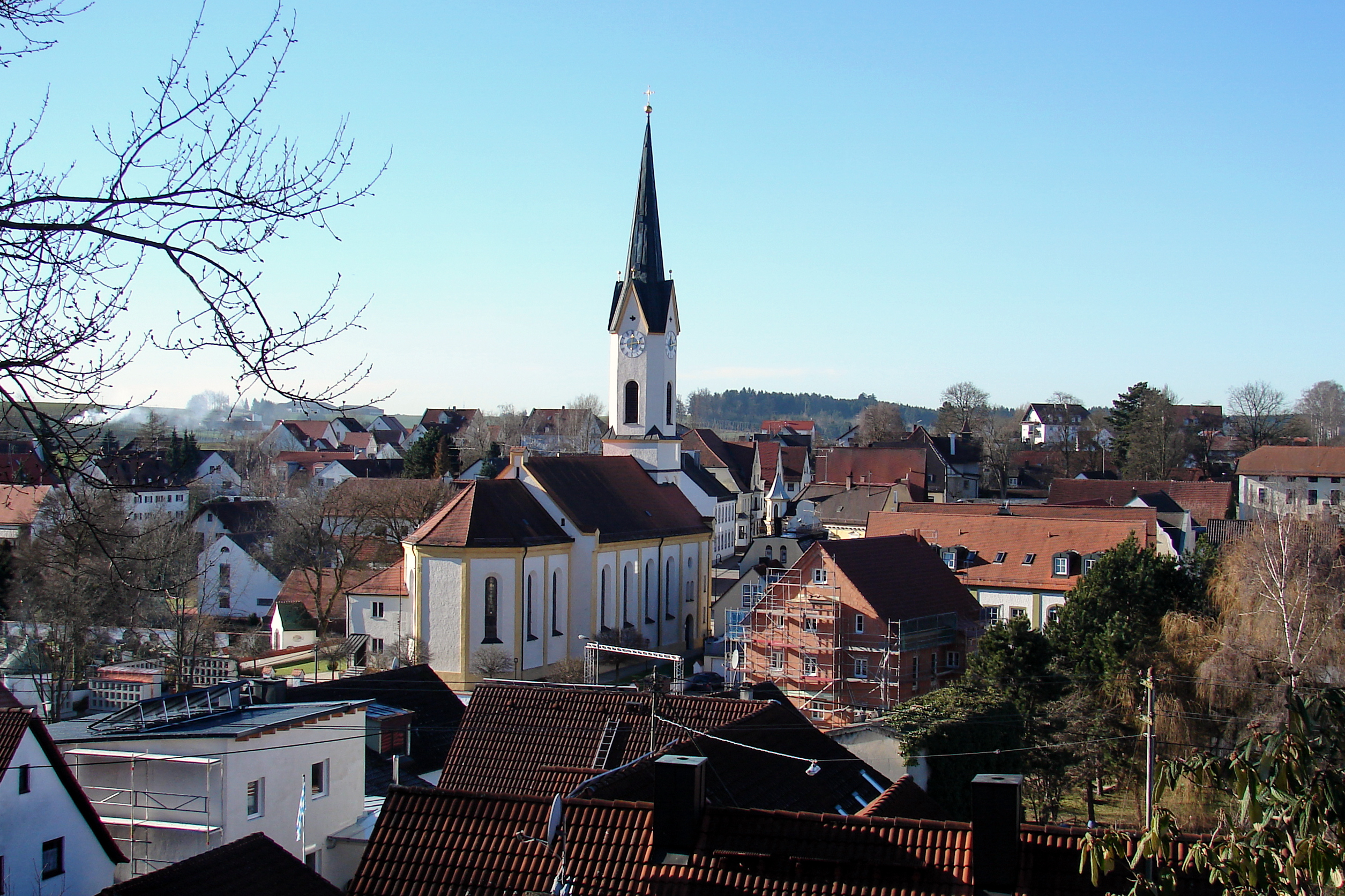
Blick auf Nandlstadt mit der Kirche St. Martin

Nandlstadt ist ein Markt im oberbayerischen Landkreis Freising und seit dem Frühmittelalter ein Hopfenanbauort.

## Geographie

### Lage

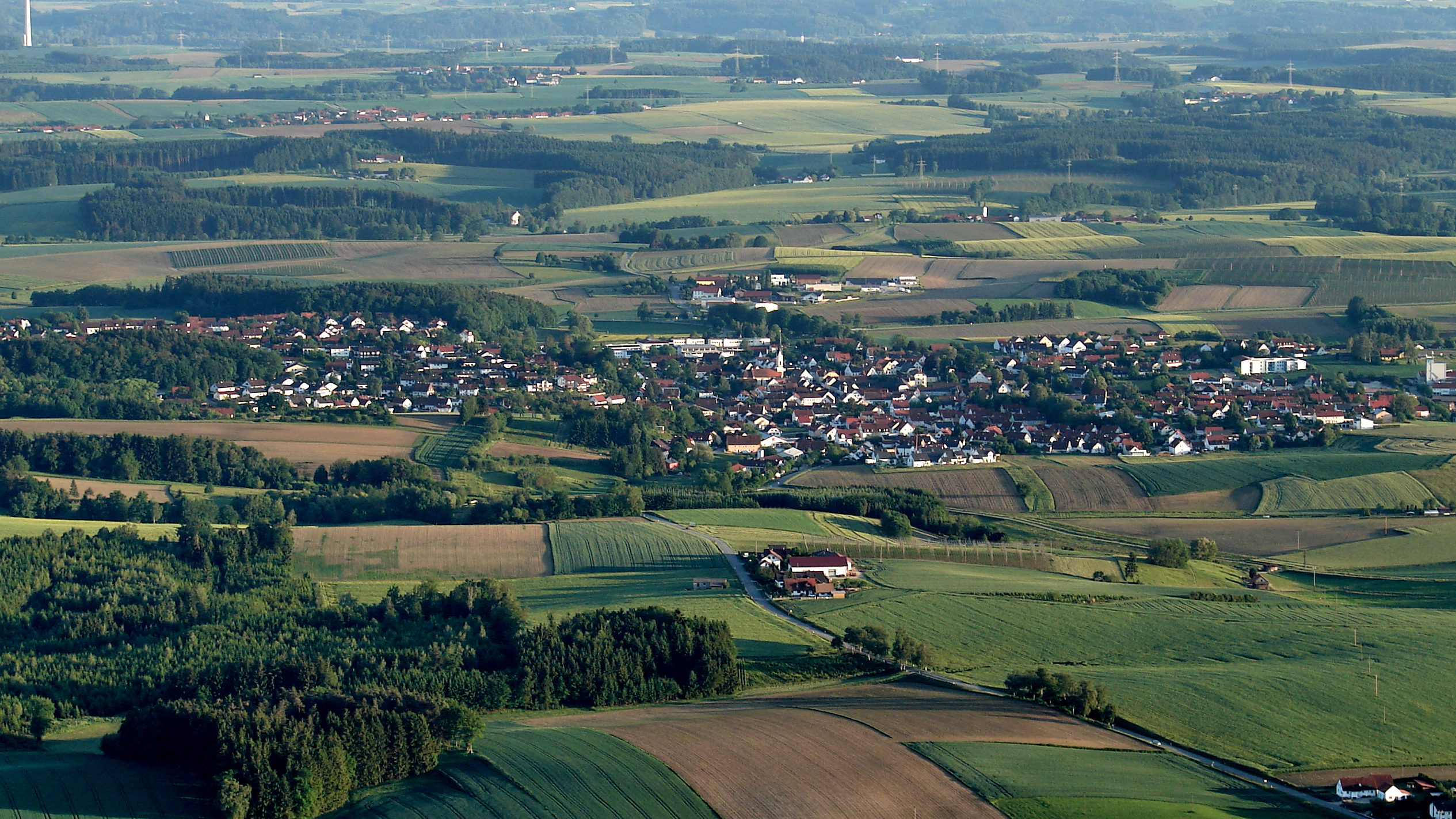
Luftbild von Nandlstadt

Die Gemeinde liegt im Dreieck zwischen den Städten Freising (20 km), Moosburg (16 km) und Mainburg (15 km).

### Gemeindegliederung
Es gibt 39 Gemeindeteile (in Klammern ist der Siedlungstyp angegeben):
- Aiglsdorf (Kirchdorf)
- Airischwand (Kirchdorf)
- Altfalterbach (Kirchdorf)
- Andorf (Weiler)
- Bauernried (Weiler)
- Baumgarten (Pfarrdorf)
- Bockschwaig (Einöde)
- Brudersdorf (Weiler)
- Faistenberg (Weiler)
- Figlsdorf (Kirchdorf)
- Großgründling (Weiler)
- Gründl (Weiler)
- Hadersdorf (Einöde)
- Hausmehring (Dorf)
- Höllbauer (Einöde)
- Holzen (Einöde)
- Kainrad (Einöde)
- Kitzberg (Einöde)
- Kleingründling (Einöde)
- Kleinwolfersdorf (Einöde)
- Kollersdorf (Weiler)
- Kronwinkl (Weiler)
- Meilendorf (Weiler)
- Nandlstadt (Hauptort)
- Oberholzhäuseln (Einöde)
- Oberschwaig (Weiler)
- Rehloh (Einöde)
- Reith (Weiler)
- Riedglas (Einöde)
- Riedhof (Einöde)
- Schatz (Weiler)
- Spitz (Einöde)
- Thalsepp (Einöde)
- Tölzkirchen (Weiler)
- Unterholzhäuseln (Weiler)
- Wadensdorf (Einöde)
- Weihersdorf (Weiler)
- Zeilhof (Einöde)
- Zulehen (Weiler)

Ehemalige Gemeinden mit Gemeindeteilen:
- Nandlstadt
- Airischwand mit Bauernried, Faistenberg, Großgründling, Hausmehring, Kainrad, Rehloh und Zulehen
- Baumgarten mit Altfalterbach, Andorf, Bockschwaig, Gründl, Hadersdorf, Kollersdorf, Kronwinkl, Oberschwaig, Reith, Schatz, Spitz, Thalsepp, Tölzkirchen und Zeilhof
- Figlsdorf mit Aiglsdorf, Brudersdorf, Höllbauer, Holzen, Kitzberg, Kleinwolfersdorf, Meilendorf, Riedglas, Riedhof, Wadensdorf und Weihersdorf
- Kleingründling (Gemeinde Reichertshausen), Oberholzhäuseln und Unterholzhäuseln (Gemeinde Appersdorf) wurden von anderen Gemeinden eingegliedert

## Geschichte

### Bis zum 19. Jahrhundert
Nandlstadt wurde erstmals 815 n. Chr. urkundlich erwähnt. Der Ort erhielt wahrscheinlich 1386 durch die niederbayerischen Herzöge Marktrechte und besaß ein Marktgericht mit magistratischen Eigenrechten. Nandlstadt gehörte zum Rentamt Landshut und zum Landgericht Moosburg des Kurfürstentums Bayern. 1818 entstand die heutige politische Gemeinde. Nandlstadt ist eine von 14 Hallertauer Hopfensiegelgemeinden. 1862 erhielt der Markt das Recht, seinen Hopfen zu siegeln. Allerdings wird schon nachweislich seit dem Jahr 860 Hopfen angebaut.

### Eingemeindungen
Im Zuge der Gebietsreform in Bayern wurden am 1. Januar 1972 die Gemeinden Baumgarten und Figlsdorf eingegliedert, am 1. Juli 1972 kam Kleingründling von der Gemeinde Reichertshausen hinzu. Am 1. Mai 1978 folgten Teile der aufgelösten Gemeinden Airischwand und Appersdorf.

### Einwohnerentwicklung
Zwischen 1988 und 2018 wuchs der Markt von 3347 auf 5318 um 1971 Einwohner bzw. um 58,9 %.

## Politik

### Gemeinderat
Der Gemeinderat setzt sich aus 20 Ratsmitgliedern und dem Bürgermeister zusammen. Die Gemeinderatswahl am 15. März 2020 führte bei einer Wahlbeteiligung von 65 % zu folgendem Ergebnis:

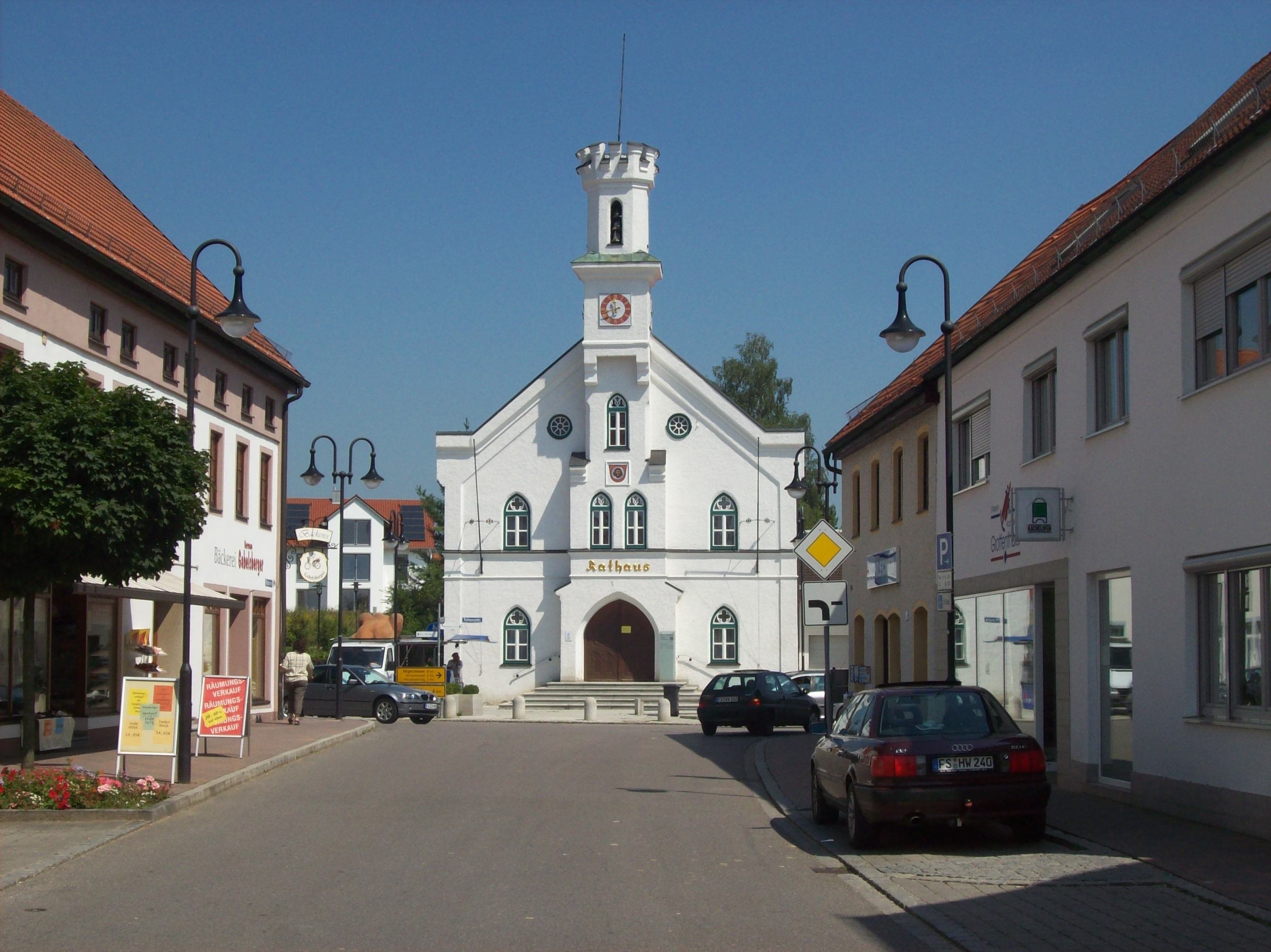
Nandlstadt: Neugotisches Rathaus

| Partei / Liste     | Stimmenanteil | Sitze |
| CSU                | 30 %          | 6     |
| Grüne offene Liste | 10 %          | 2     |
| Bürgerliste        | 20 %          | 4     |
| Unabhängige Wähler | 40 %          | 8     |
| Gesamt             | 100 %         | 20    |

### Bürgermeister
Bei der Kommunalwahl im Frühjahr 2020 hat Gerhard Betz (UWN) den seit 1990 amtierenden Bürgermeister Jakob Hartl (Bürgerliste) abgelöst. Betz siegte mit 59,5 % der abgegebenen gültigen Stimmen vor Franz Mayer (CSU) mit 29,8 % und Jens-Uwe Klein (IGN) mit 10,7 %.

### Partnergemeinden
- Seit 2007: Újszilvás, Ungarn

## Wappen
| Wappen von Nandlstadt | Blasonierung: „In Rot auf einer runden silbernen Schüssel das bärtige Haupt des heiligen Johannes des Täufers.“ |
| Wappen von Nandlstadt | |

## Baudenkmäler

Pfarrkirche St. Martin
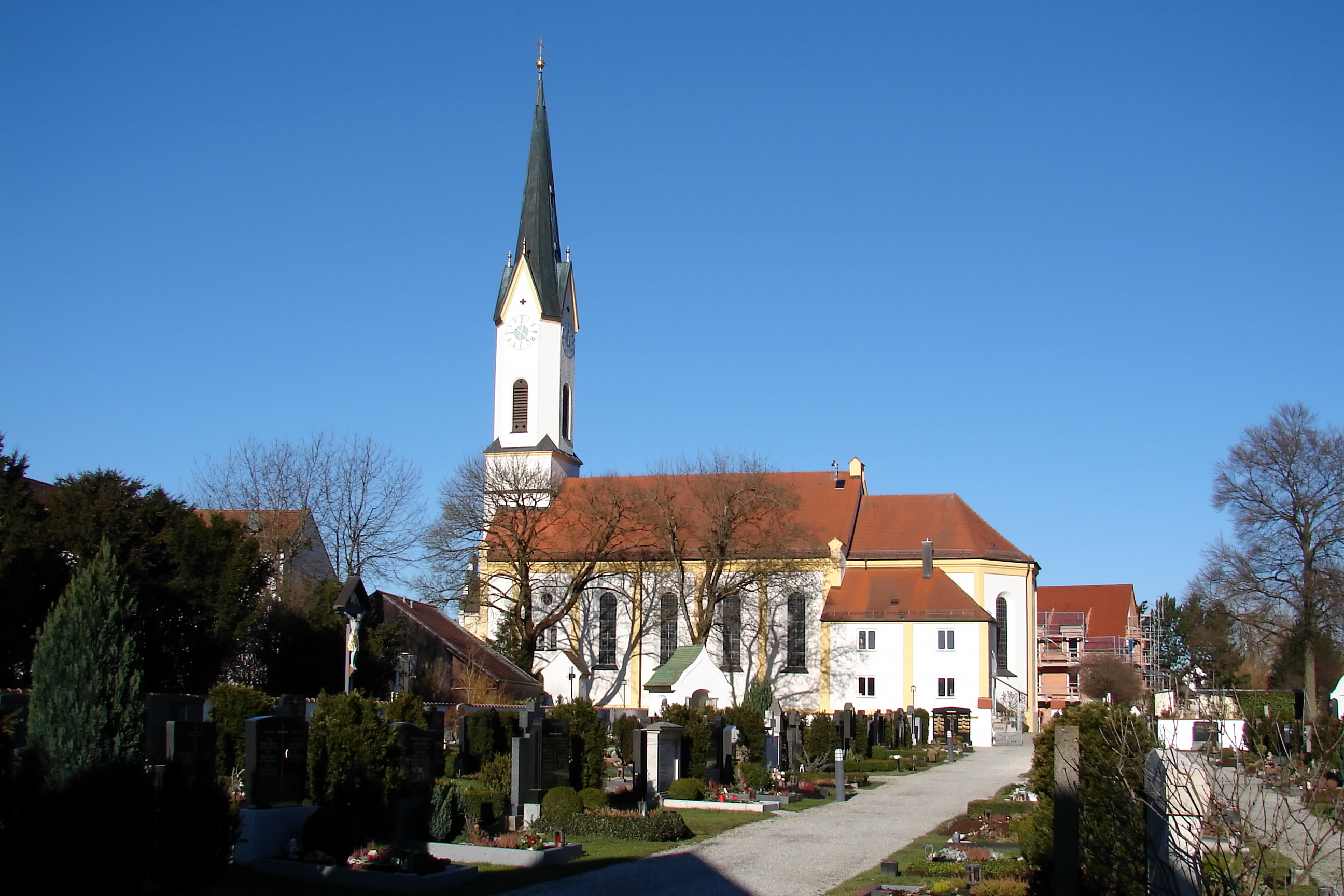
Friedhof mit Pfarrkirche
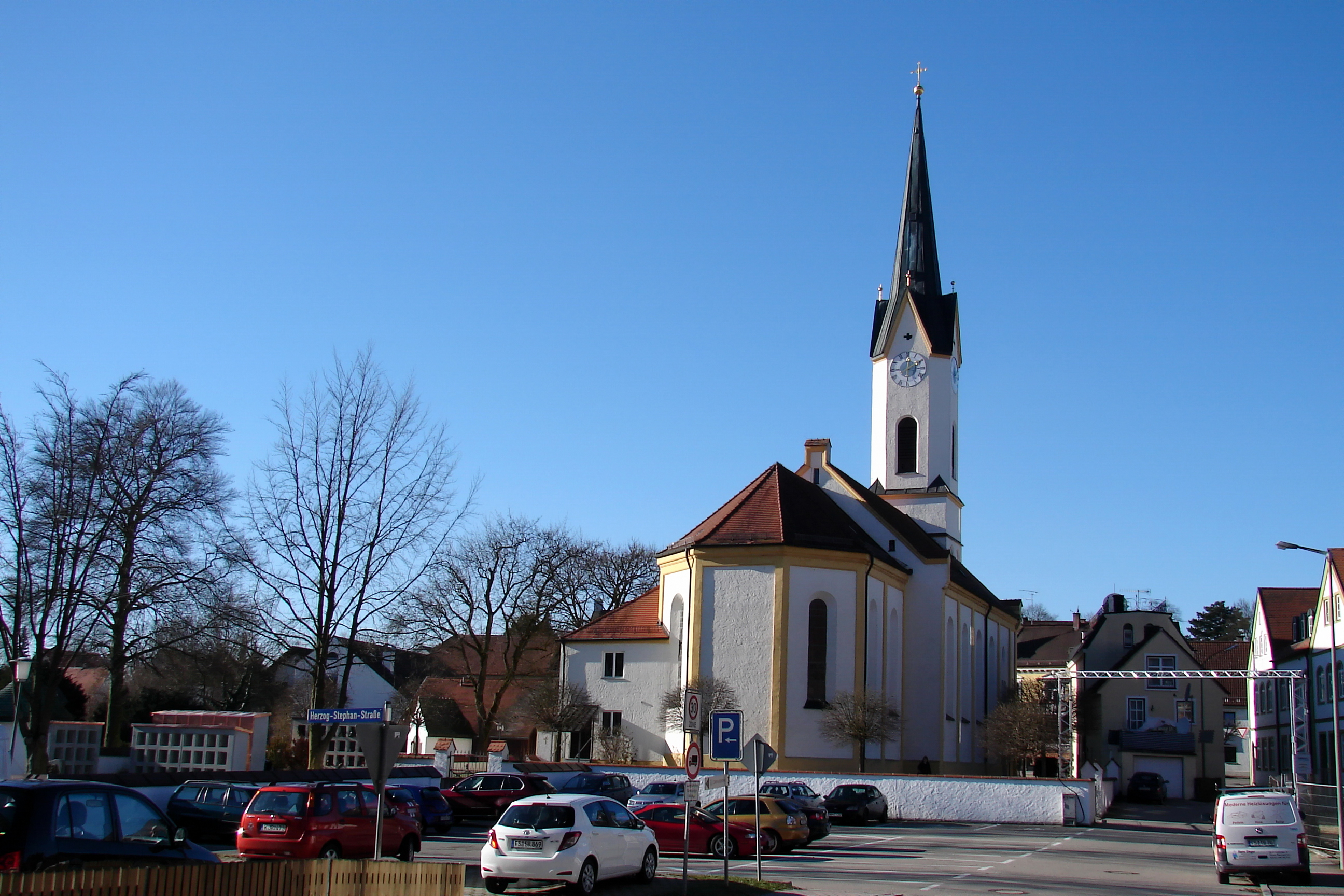
Pfarrkirche St. Martin
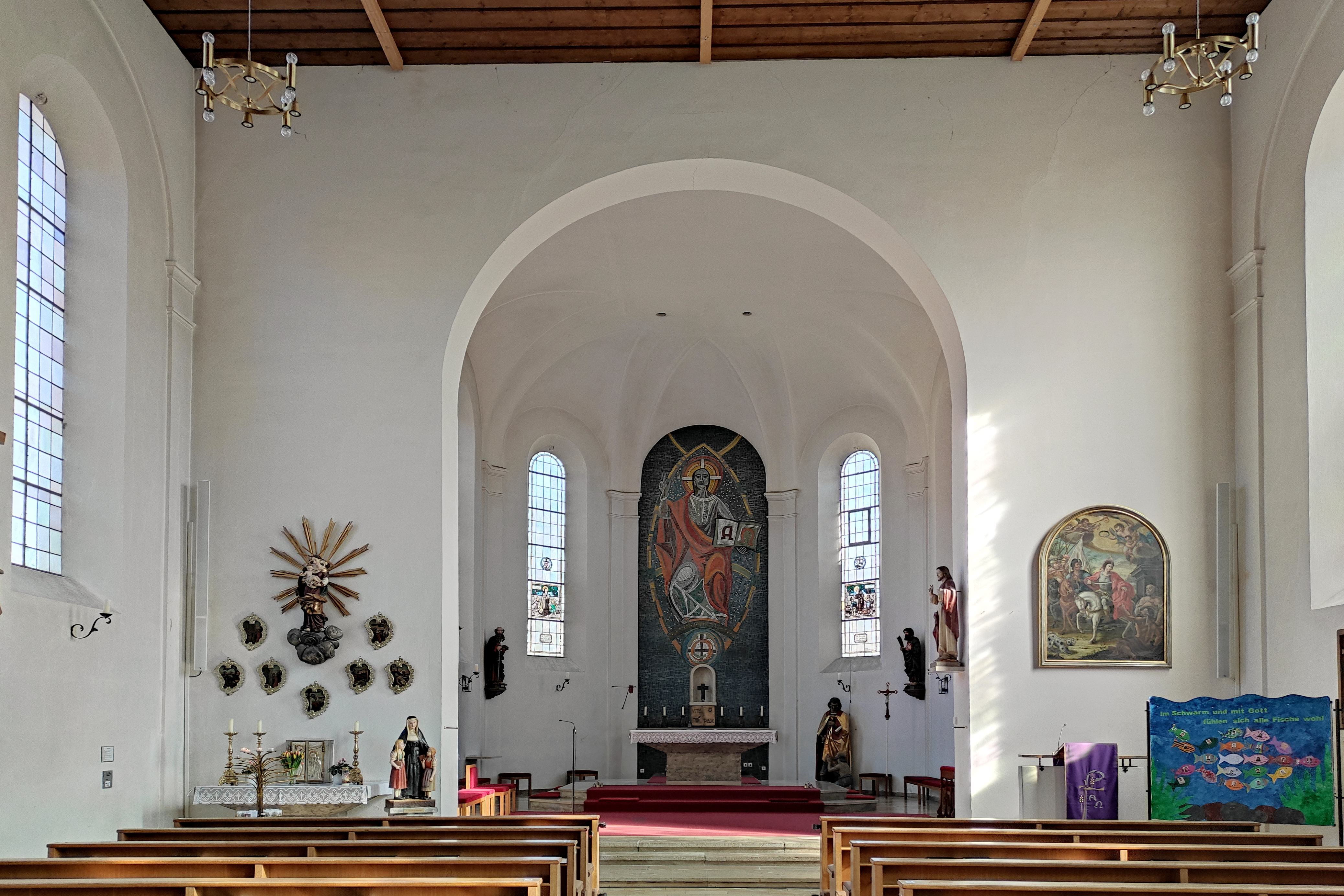
Pfarrkirche St. Martin: Innenraum

## Verkehr
Nandlstadt war über die Hallertauer Lokalbahn von Langenbach nach Enzelhausen an den Schienenverkehr angeschlossen. Die Strecke wurde jedoch inzwischen stillgelegt. Die Hallertauer Hopfentour, ein Radweg durch die Hallertau verläuft durch den Markt.

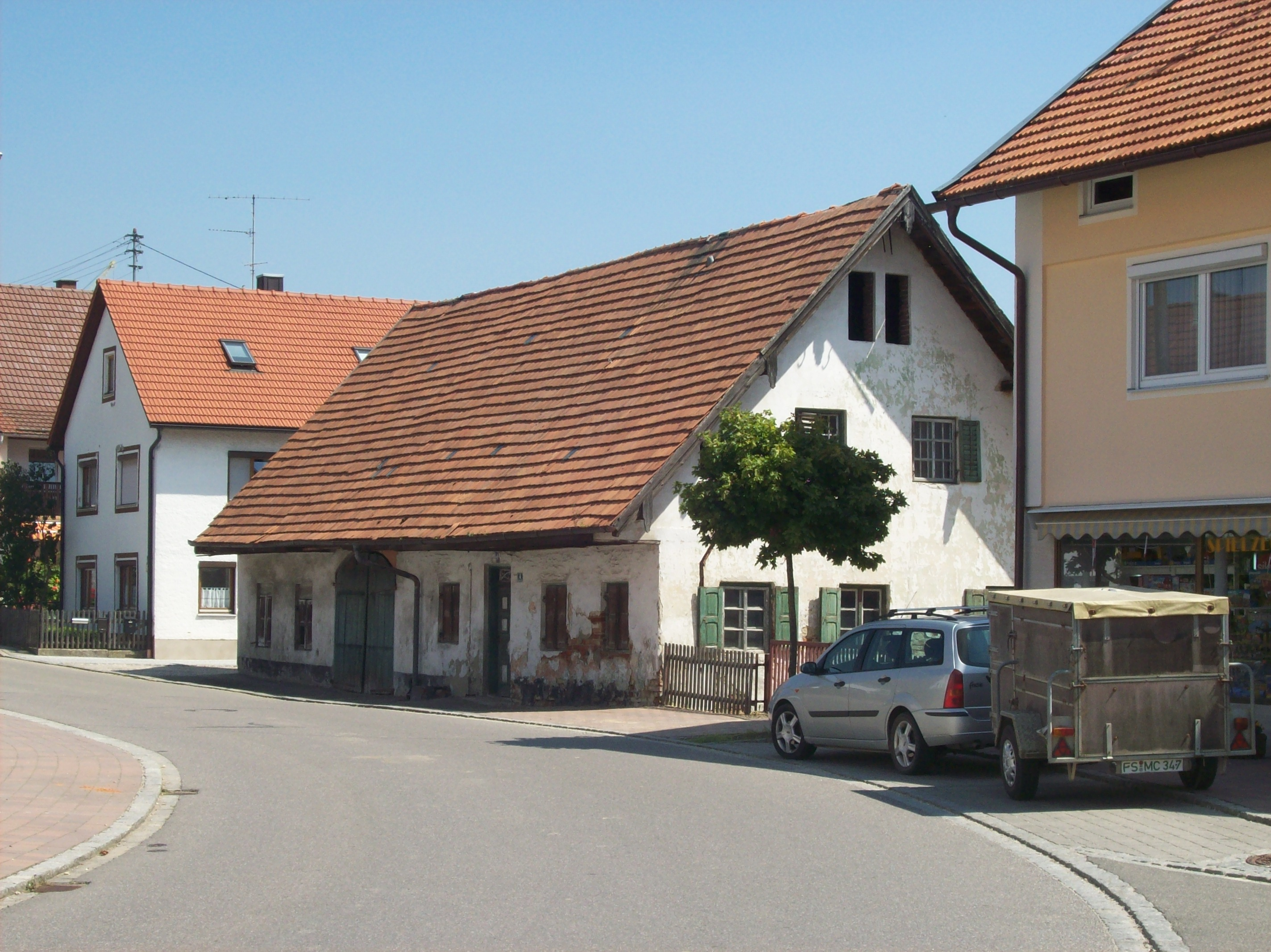
Nandlstadt: Altes Bauernhaus

## Motto
„Nandlstadt ist keine Stadt, aber keine Stadt ist wie Nandlstadt.“ (Spruch in der Gaststätte „Schwemmwirt“ in Nandlstadt)

## Persönlichkeiten

### Söhne und Töchter des Ortes
- Arnold Ritter von Möhl (1867–1944), General der Infanterie der Reichswehr
- Karl Tyroller (1914–1989), Kunstpädagoge, Künstler, Kunsthistoriker und Forscher
- Georg Penker (1926–2023), Landschaftsarchitekt und Autor
- Guido Sandler (1928–2019), ehemaliger Manager des Oetker-Konzerns
- Simon Moratz (* 1990), Freestyle-BMXer

### Personen in Verbindung mit Nandlstadt
- Josef „Sepp“ Weiß (* 1952), Fußballspieler, Sieger im Europapokal der Landesmeister mit dem FC Bayern München 1975, begann in Nandlstadt mit dem Fußballspiel